# Baryshnikov Arts Center

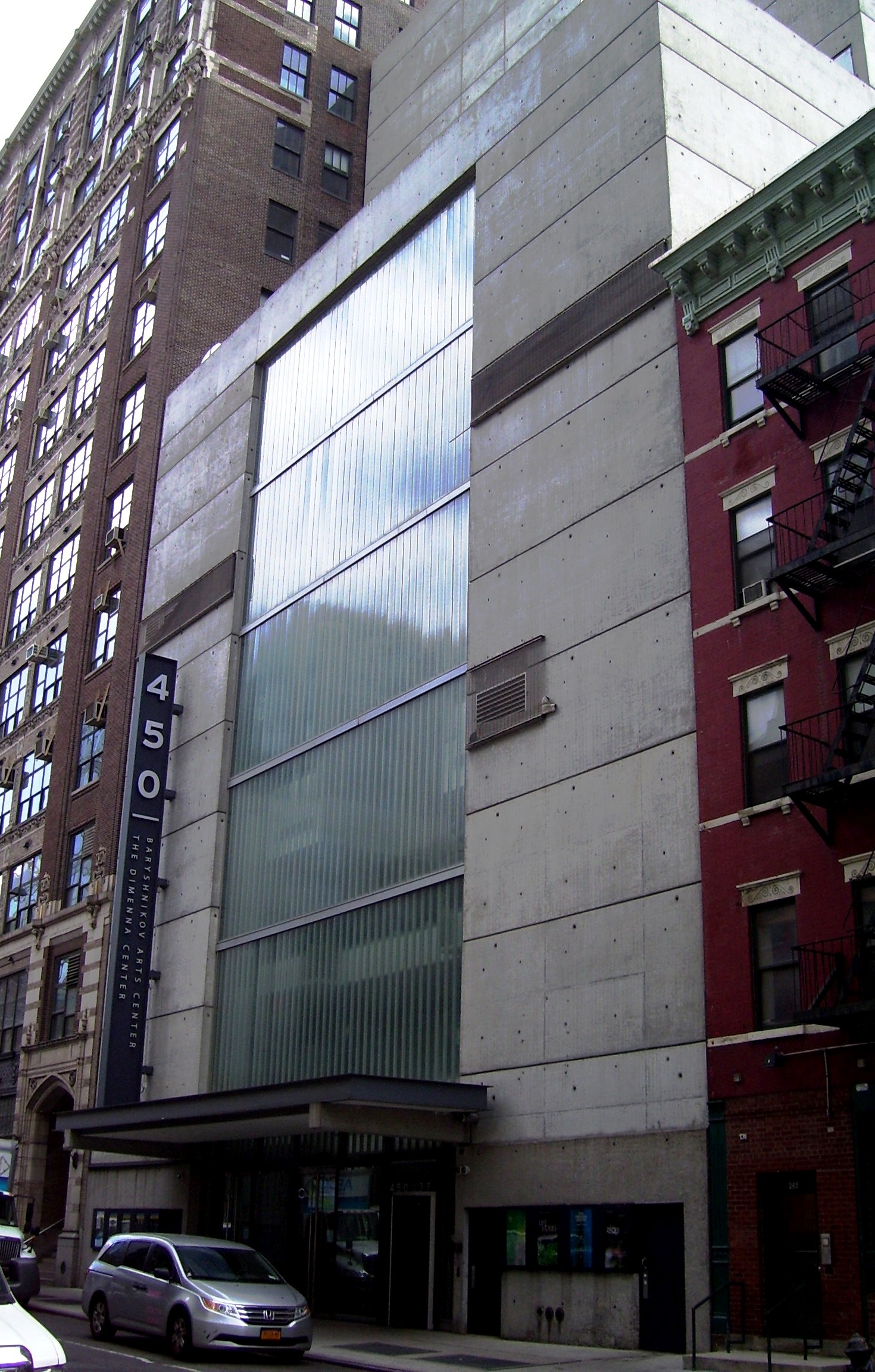
Baryshnikov Arts Center and Dimenna Center

Il Baryshnikov Arts Center (BAC) è una fondazione e un complesso artistico aperto da Michail Baryšnikov nel 2005 nel quartiere Hell's Kitchen di Manhattan, New York City. Gli ultimi tre piani del complesso sono occupati dal Baryshnikov Arts Center, che fornisce spazi e strutture per la danza, la musica, il teatro, il cinema e le arti visive. L'edificio ospita anche il Centro Dimenna per la musica classica, in cui ha la propria sede amministrativa l'Orchestra of St. Luke's.

## Storia
L'edificio è un complesso di 4600 metri quadrati, che comprende tre spazi teatrali. Il vecchio edificio è stato demolito nel luglio del 2001, allora noto come 37 Arts Theatre e come impresa commerciale. Il primo artista in residenza con il BAC è stato Aszure Barton nel maggio 2005, e gli uffici sono stati aperti nel novembre 2005. Il 37 Arts Theatre è stato lanciato nel 2005 con il revival off-Broadway di Hurlyburly con Ethan Hawke e Parker Posey, seguito da In the Heights e Fela!, prima delle loro successo a Broadway. Da allora, il BAC ha presentato artisti tra cui Laurie Anderson, Tere O'Connor, Molly Davies, William Forsythe, Lucy Guerin, Foofwa d'Imobilité, Toni Morrison, Benjamin Millepied, Richard Move, Maria Pagès, Mal Pelo, Lou Reed, Pierre Rigal, Meg Stuart e Donna Uchizono.
BAC offre lo spazio, il tempo e il supporto agli artisti per presentare il proprio lavoro. Il centro incoraggia anche la collaborazione tra artisti e gli eventi multimediali. Le prime borse di studio sono state assegnate nell'estate del 2005. Nel 2007 e nel 2008, BAC e l'Orchestra of St. Luke's hanno acquistato insieme e avviato la ristrutturazione del 37 Arts Theatre. Il teatro C ha riaperto nel febbraio 2010 come Jerome Robbins Theatre. Nel 2011, l'Orchestra of St. Luke's ha riaperto i teatri A e B come Dimenna Center for Classical Music.

## Galleria d'immagini

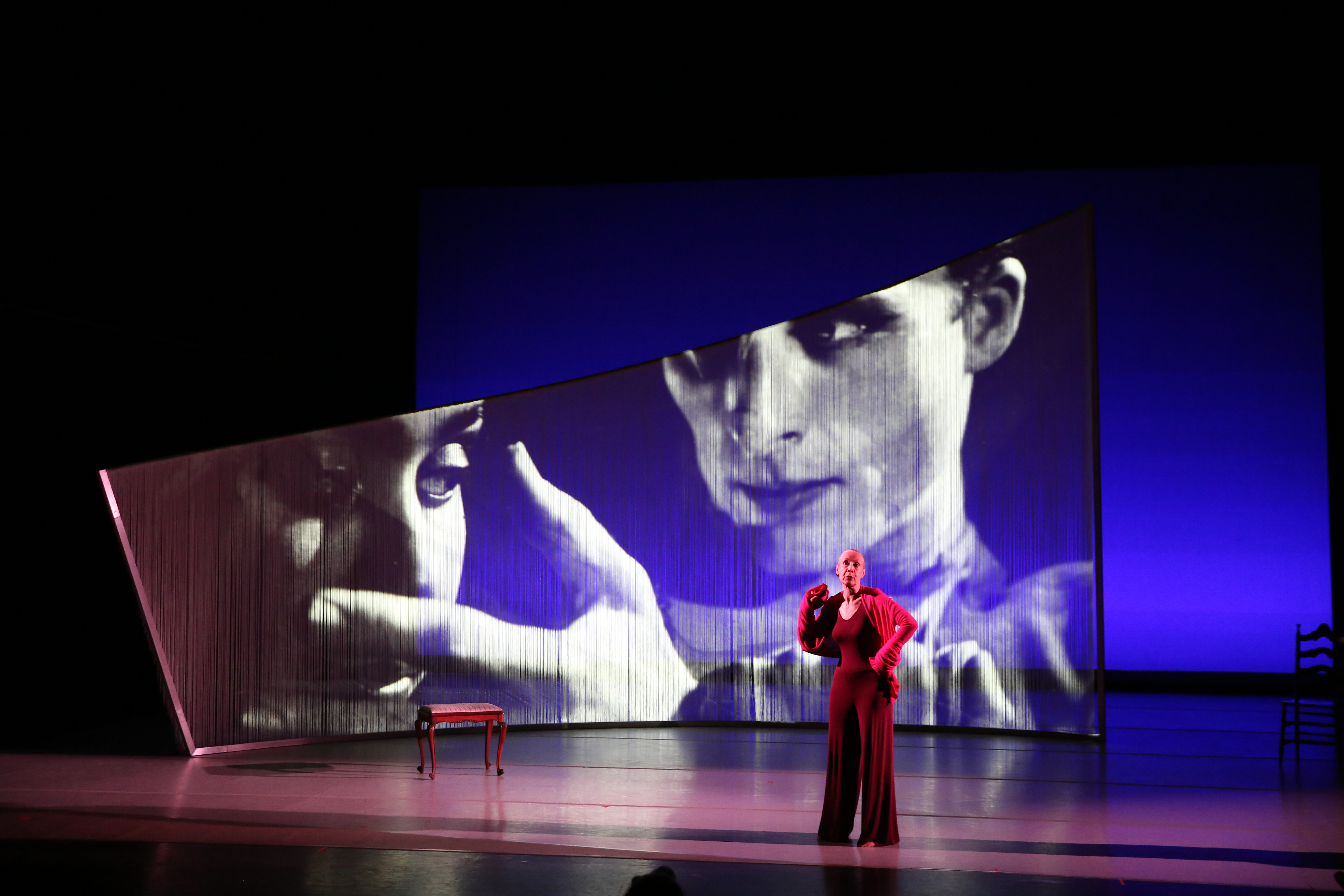
Carmen de Lavallade
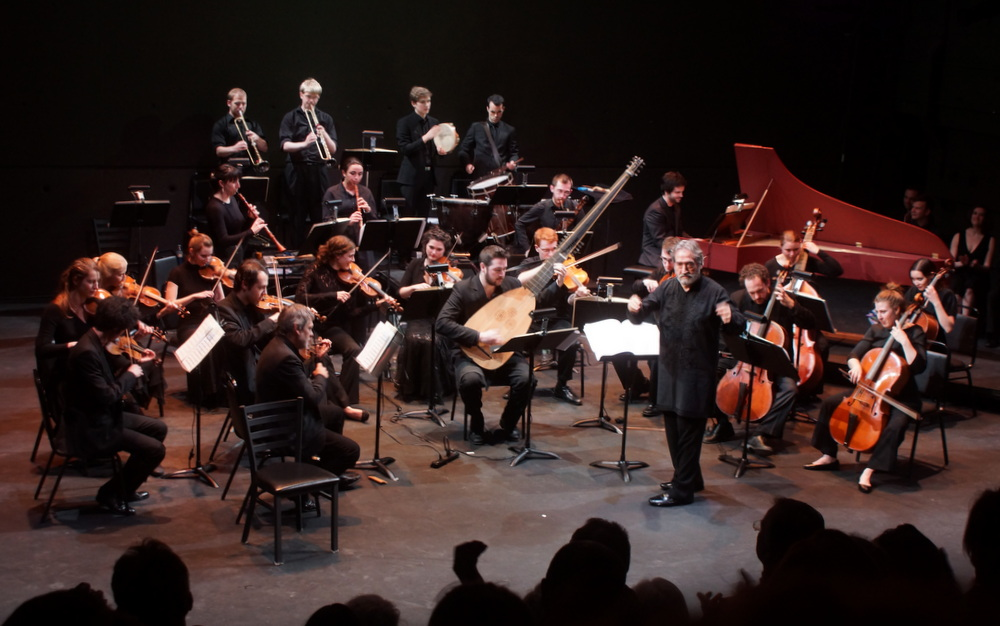
Jordi Savall e Juilliard 415
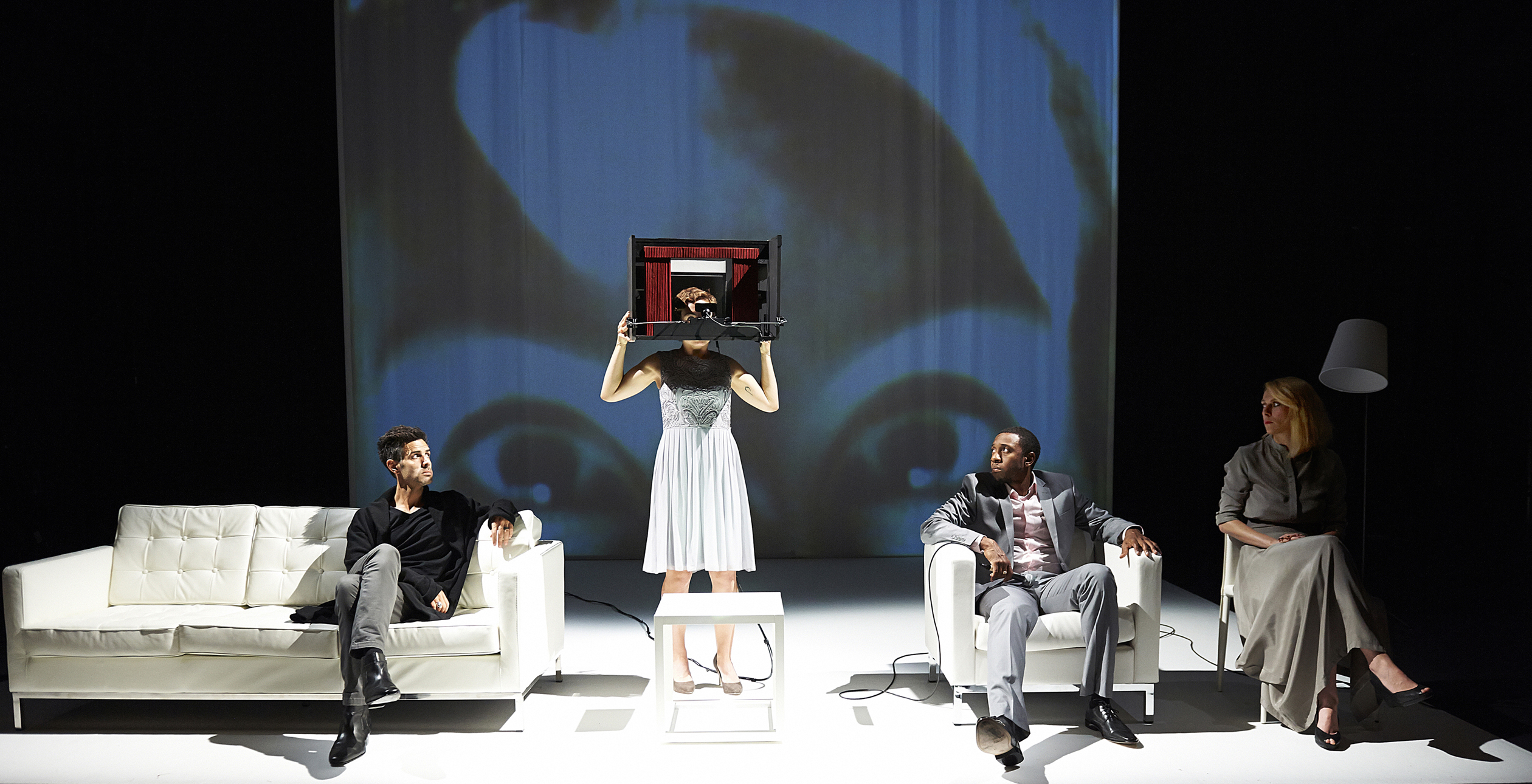
Scena da  ILLUSIONI